# Epactoides femoralis
Epactoides femoralis là một loài bọ cánh cứng trong họ Bọ hung (Scarabaeidae).